# 水杨酸铜
水杨酸铜是铜的水杨酸盐，化学式为C7H4CuO3，可简写为CuSal，是难溶于水的固体。它对人体有害，可以引起皮肤过敏。1:2的Cu(HSal)2也是已知的（HSal为仅羧酸失氢的阴离子）。